# うわさの「」
うわさの「 」（うわさのかぎかっこ）は、FM FUKUOKAで2010年8月から2015年3月まで毎週水曜の25:00-25:30に放送されていたラジオ番組。

## 概要
マニアックな内容ながらも音楽番組と銘打たれており、『最高の音楽を通常の音質で』を合言葉に、毎回幅広い年代、ジャンルの曲が選曲されていた。また、公式サイトでのポッドキャスト配信やソースコのプレゼント企画も行われていた。

## パーソナリティ
- 椎葉ユウ（2014年3月までHyper Night Program GOW!!のパーソナリティも務めていた。）
- 清川ニジヲ（番組のスタッフ。第一週目の放送には椎葉と共に番組を進める。）
- 穴井くるみ（番組AD。番組内では「穴井ちゃん」で通っている。）

## 主なコーナー
- うわさの街

椎葉をはじめとする番組メンバーがFM福岡本社のある福岡市中央区清川周辺を歩き面白いもの・珍しいものを調査するコーナー。基本は清川周辺だが、過去には唐津市でも取材を行ったことがある。
- ピリリーフランキー

この曲はこんな風に聞こえる、こんなジャンルの曲が知りたい、今さら聞けない音楽の質問といった音楽ネタを扱うコーナー。音楽ネタであれば可。

## 前後の番組
- 24:00 JET STREAM
- 25:30 FM MUSIC SELECTION